# ドナルド・ウィルズ・ダグラス・ジュニア
ドナルド・ウィルズ・ダグラス・ジュニア（英語: Donald Wills Douglas Jr.、1917年7月3日 - 2004年10月3日）は、アメリカ合衆国の実業家・スポーツ選手。1932年夏季オリンピックでは太平洋ヨットレースに出場し、馬術競技会にも出場している。

## 人物
父ドナルド・ウィルズ・ダグラス・シニアが設立したダグラス・エアクラフトで、1953年から取締役を務め、1957年からマクドネル・エアクラフトとの合併があった1967年までの間社長を務めた。合併後の1967年から1989年まで、マクドネル・ダグラスで取締役を務めた。カリフォルニア州オレンジ郡のカピストラーノ銀行、初期の産業用ロボットソフトウェア開発、不動産パートナーシップなど、他の企業の経営にも関与した。スタンフォード大学で機械工学の学位を取得し、カリフォルニア州グレンデールのカーティス・ライト技術研究所で航空工学を学んだ。
1932年、カリフォルニア州ロサンゼルスで開催された夏季オリンピックの6メートル級で銀メダルを獲得したアメリカのボート「ギャラント」のメンバーとして活躍した。
1952年、彼は弟のジムと共に161フィートのスクーナー「グッドウィル号」の所有者であるラルフ・ララビーを説得し、ロサンゼルスからホノルルまでの太平洋横断ヨットレースに参加させた。 このレジャー用ヨットをレース仕様に改造するために、ダグラス・エアクラフトで72フィートのアルミ製スピンネーカーポールを2本製作した。このポールは非常に長く、ジムは、緊急時に帆を落とすために、戦闘機の射出座席で使用する分離ボルトを使って切断できる細工をポールに施した。グッドウィル号の乗組員は、30人の船員、コック1人、7人のスチュワードを含む47人であった。ダグラス兄弟は乗組員の指導に大きな役割を果たし、1959年のレースではドナルドがセーリングマスターを務めた。グッドウィル号は1953年のレースでも1959年のレースでも第一位で完走を果たした。
グルーチョ・マルクス のテレビ番組「You Bet Your Life」に出演。ダグラスは賞金をボーイスカウトアメリカ連盟に寄付した。
ヒルトンの取締役を務め、カリフォルニア州サンタバーバラを拠点とする乗馬クラブ「ランチェロス・ビジタドーレス」のメンバーでもあった。